# Dick King-Smith
Ronald Gordon King-Smith (27 de marzo de 1922 – 4 de enero de 2011), fue un prolífico escritor inglés, autor de libros infantiles, usando el seudónimo de Dick King-Smith. Su obra más conocida es The Sheep-Pig (1983), también llamada Babe the Gallant Pig. Fue adaptado al cine en la película Babe y se tradujo a quince idiomas. Le fue otorgado un grado honorario Master en Educación por la Universidad del Oeste de Inglaterra en 1999 y fue nombrado Oficial de la Orden del Imperio Británico (OBE) en el 2010.

## Vida
King-Smith creció en West Country, donde su familia poseía fábricas de papel, y se educó en Beaudesert Park School y Marlborough College. Fue soldado en la Segunda Guerra Mundial, y fue granjero por 20 años antes de convertirse en maestro y autor. Su primer libro fue The Fox Busters, publicado en 1978. Fue uno de los más prolíficos autores británicos, escribiendo más de cien libros. Vivió en Queen Charlton, un pequeño pueblo campestre cercano a Bristol, contribuyendo al mantenimiento y conservación del área como vicepresidente del Avon Wildlife Trust. Se casó con su primera esposa, Myrle, en 1943. Tuvieron 3 hijos y 12 nietos. Myrle murió en el 2000, y King-Smith contrajo matrimonio con Zona Bedding, una amiga de la familia.
Tuvo muchas mascotas, incluyendo ratas, ratones, faisanes, dachshunds, gansos y gallinas de Guinea, y crio conejillos de indias y conejos.
Presentó un informe sobre los animales en el programa infantil de televisión Rub a Dub Dub. y apareció regularmente en el programa televisivo de nombre similar Rub-a-Dub Tub (1983).
Murió en su casa cercana a Bath, Somerset, el 4 de enero de 2011 a los 88 años de edad.

## Premios
Ganó en 1984 el premio Guardian Children's Fiction Prize.

## Works
- The Fox Busters (1978)
- Daggie Dogfoot, o Pigs Might Fly (en EE. UU.) (1980)
- Magnus Powermouse (1982)
- The Queen's Nose (1983)
- The Sheep-Pig  (1983)
- Saddlebottom (1985)
- Noah's Brother (1984]
- The Hodgeheg (1987)
- Tumbleweed (1987)
- Farmer Bungle Forgets (1987)
- Friends and Brothers (1987)
- Cuckoobush Farm (1987)
- George Speaks (1988)
- The Mouse Butcher (1988)
- Emily's Legs (1988)
- Water Watch (1988)
- Dodo Comes to Tumbledown Farm (1988)
- Tumbledown Farm - The Greatest (1988)
- The Jenius (1988)
- Ace (1990)
- Sophie
  - Sophie's Snail (1988)
  - Sophie's Tom (1991)
  - Sophie Hits Six (1991)
  - Sophie in the Saddle (1993)
  - Sophie Is Seven (1994)
  - Sophie's Lucky (1995)
- Alice And Flower And Foxianna (1989)
- Beware of the Bull (1989)
- The Toby Man (1989)
- Dodos Are Forever (1989)
- The Trouble with Edward (1989)
- Jungle Jingles (1990)
- Blessu (1990)
- Hogsel and Gruntel (1990)
- Paddy's Pot of Gold (1990)
- Alphabeasts (1990)
- The Water Horse (1990)
- The Whistling Piglet (1990)
  - The Jolly Witch (1990)
  - Mrs. Jollipop (1996)
  - Mrs. Jolly's Brolly (1998)
- The Cuckoo Child (1991)
- The Guard Dog (1991)
- Martin's Mice (1991)
- Lightning Strikes Twice (1991)
- Caruso's Cool Cats (1991)
- Dick King-Smith's Triffic Pig Book (1991)
- Find the White Horse (1991)
- Horace and Maurice (1991)
- Lady Daisy (1992)
- Pretty Polly (1992)
- Dick King-Smith's Water Watch (1992)
- The Finger Eater (1992)
- The Ghost At Codlin Castle And Other Stories (1992)
- Super Terrific Pigs (1992)
- The Invisible Dog (1993)
- All Pigs Are Beautiful (1993)
- The Merrythought (1993)
- The Swoose (1993)
- Uncle Bumpo (1993)
- Dragon Boy (1993)
- Horse Pie (1993)
- Harry's Mad (1993)
- Connie and Rollo (1994)
- The School Mouse (1994)
- Triffic: A Rare Pig's Tale (1994)
- Mr. Potter's Pet (1994)
- Harriet's Hare (1994)
- The Excitement of Being Ernest (1994)
- I Love Guinea Pigs (1994)
- Three Terrible Trins (1994)
- Happy Mouseday (1994)
- Bobby the Bad (1994)
- The Clockwork Mouse (1995)
- King Max the Last (1995)
- Omnibombulator (1995)
- The Terrible Trins (1995)
- Warlock Watson (1995)
- All Because of Jackson (1995)
- The Stray (1996)
- Clever Duck (1996)
- Dirty Gertie Macintosh (1996)
- Smasher (1996)
- Godhanger (1996)
- Treasure Trove (1996)
- Mixed-up Max (1997)
- What Sadie Saw (1997)
- The Spotty Pig (1997)
- A Mouse Called Wolf (1997)
- Robin Hood And His Miserable Men (1997)
- Thinderella (1997)
- Puppy Love (1997)
- The Merman (1997)
- Round About 5 (1997)
- Mr Ape (1998)
- How Green Was My Mouse (1998)
- The Big Pig Book (1998)
- Creepy Creatures Bag (1998)
- The Robber Boy (1998)
- The Crowstarver (1998)
- Pig in the City (1999)
- Poppet (1999)
- The Roundhill (2000)
- Spider Sparrow (2000)
- Just in Time (2000)
- The Magic Carpet Slippers (2000)
- Julius Caesar's Goat (2000)
- Mysterious Miss Slade (2000)
- Billy the Bird (2000)
- Lady Lollipop (2000)
- Back to Front Benjy (2001)
- The Great Sloth Race (2001)
- Fat Lawrence (2001)
- Funny Frank (2001)
- Chewing The Cud (Autobiography) (2001)
- Titus Rules! (2002)
- Billy the Bird / All Because of Jackson (2002)
- Story Box (2002)
- The Golden Goose (2003)
- Traffic (2003)
- Clever Lollipop (2003)
- The Adventurous Snail (2003)
- The Nine Lives of Aristotle (2003)
- Aristotle (2003)
- Just Binnie (2004)
- The Catlady (2004)
- Under the Mishmash Trees (2005)
- Hairy Hezekiah (2005)
- Dinosaur Trouble (2005)
- Nosy (2005)
- The Mouse Family Robinson (2007)
- The Biography Center (2001)

## Adaptaciones
- Harry's Mad (1993–1996): serie televisiva basada en el libro homónimo.
- The Queen's Nose (1995–2003): serie televisiva basada en el libro homónimo.
- Babe (1995): película basada en The Sheep-Pig o Babe, the Gallant Pig.
- Babe: Pig in the City (1998): secuela de Babe, usando los personajes creados por King Smith.
- The Foxbusters (1999–2000): Dibujos animados basados en The Fox Busters
- The Water Horse: Legend of the Deep (2007): película basada en The Water Horse.